# Pesci della Laguna veneta

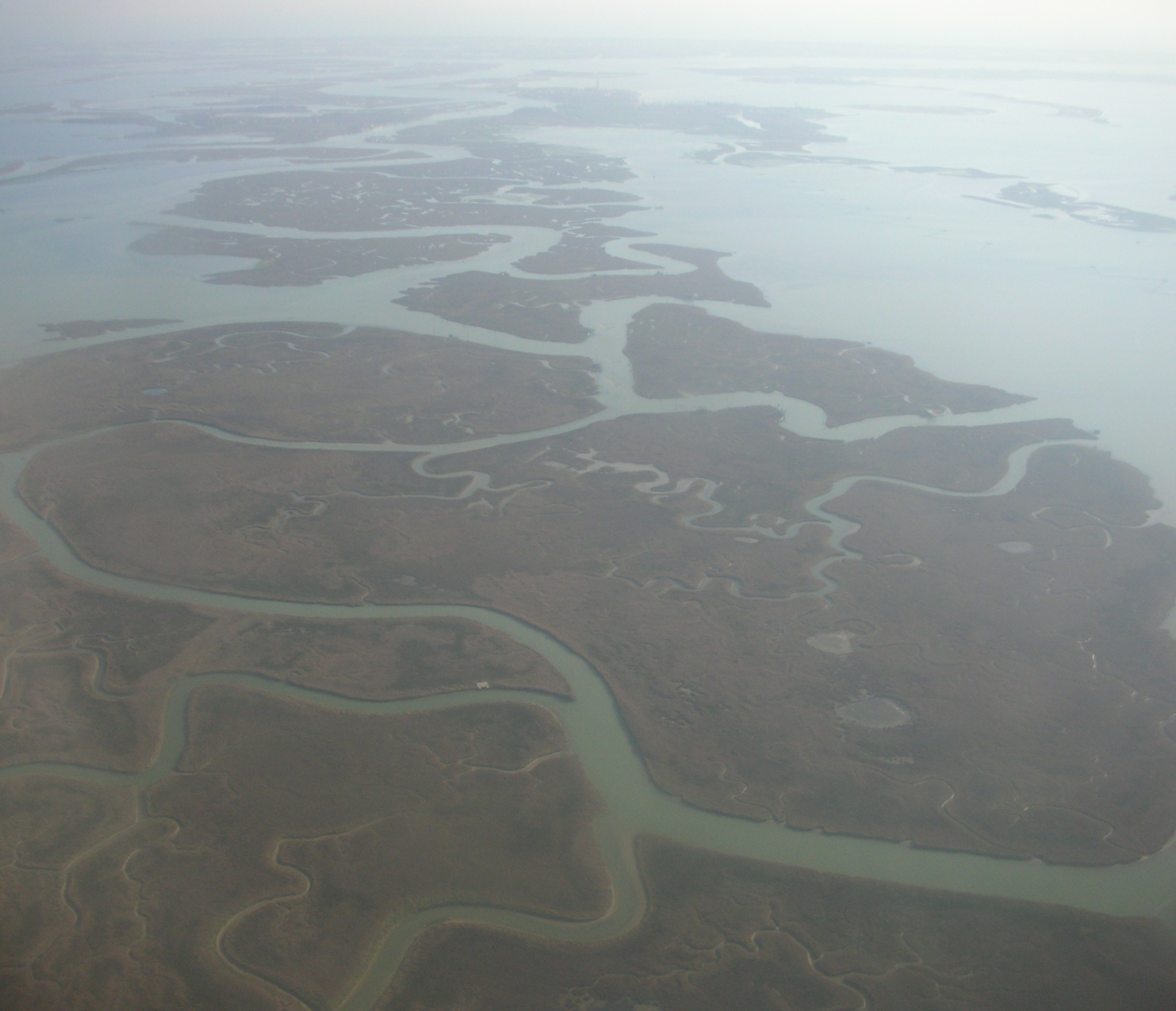
Barene in Laguna

L'ambiente della Laguna di Venezia è un territorio umido di grande interesse naturalistico, ecologico e commerciale. L'alto numero di specie ittiche, insolito per uno specchio d'acqua a fondale sabbioso, è dovuto alla complessità del territorio lagunare, formato da foci fluviali, bassi fondali (fino ad un massimo di 10 metri), barene, isole, canali artificiali e bocche di porto. La salinità dell'acqua varia dal 27‰  al 34‰ , con picchi più alti o più bassi secondo le stagioni, così come la temperatura.

## Biologia
Le specie presenti si possono dividere in:
- Residenti: specie che vivono in laguna o in estuario
- Migratori: specie che trascorrono parte della loro vita in ambiente lagunare, si dividono in:
  - Migratori diadromi: specie di passaggio in laguna durante le migrazioni (anadrome e catadrome) riproduttive
  - Migratori marini, distinti in:
    - Migratori marini giovanili: specie marine che trascorrono in laguna la parte giovanile della loro vita
    - Migratori marini occasionali: specie marine che non hanno alcun legame fisso con la laguna, la loro presenza è occasionale e sporadica
    - Migratori marini stagionali: specie marine che migrano stagionalmente nelle acque lagunari
- Visitatori dulcacquicoli occasionali: specie d'acqua dolce che occasionalmente, in base a cicli stagionali, vivono occasionalmente in laguna, nelle aree dove sfociano i corsi d'acqua

Le acque lagunari inoltre accolgono stagionalmente gli avannotti ("montada") delle specie adriatiche, che trovano qui maggiori probabilità di sopravvivenza rispetto all'ambiente marino.

## Itticoltura
Lavorando opportunamente il territorio, l'uomo ha trasformato alcune zone della laguna in "vasche" naturali, chiamate Valli da pesca, dove poter allevare pesci per l'alimentazione umana in modo estensivo.

## Le specie
| Nome scientifico            | Nome comune italiano    | Nome lingua veneta         | Biologia                                          | Immagine |
| --------------------------- | ----------------------- | -------------------------- | ------------------------------------------------- | -------- |
| Acipenser naccarii          | Storione adriatico      | storione                   | Migratore diadromo                                |          |
| Alosa fallax                | Alosa, Cheppia          | Cepa                       | Migratore diadromo                                |          |
| Anguilla anguilla           | Anguilla                | Bisato                     | Migratore marino giovanile; allevato              |          |
| Aphanius fasciatus          | Nono                    | Nono                       | Residente                                         |          |
| Atherina boyeri             | Latterino               | Anguela, Aquadela          | Residente                                         |          |
| Belone belone               | Aguglia                 | Bisigola                   | Migratore marino stagionale                       |          |
| Chelon labrosus             | Cefalo                  | Bosega                     | Residente; allevato                               |          |
| Chelidonichthys lucerna     | Capone gallinella       | Anzoleto                   | Migratore marino giovanile                        |          |
| Chondrostoma soetta         | Savetta                 |                            |                                                   |          |
| Dicentrarchus labrax        | Branzino o Spigola      | Branzin, Baicolo           | Residente; allevato                               |          |
| Diplodus annularis          | Sarago sparaglione      | Sparo                      | Migratore marino giovanile                        |          |
| Engraulis encrasicolus      | Acciuga                 | Sardone                    | Migratore marino giovanile e stagionale           |          |
| Gobius niger                | Ghiozzo nero            | Gò nero                    | Residente                                         |          |
| Gobius paganellus           | Ghiozzo paganello       | Paganelo                   | Residente                                         |          |
| Hippocampus guttulatus      | Cavalluccio marino      | Caval marino               | Residente                                         |          |
| Hippocampus hippocampus     | Cavalluccio camuso      | Caval marino               | Residente                                         |          |
| Knipowitschia panizzae      | Ghiozzetto di laguna    |                            | Residente, visitatore dulcacquicolo stagionale    |          |
| Lithognathus mormyrus       | Mormora                 | Saica                      | Migratore marino occasionale                      |          |
| Liza aurata                 | Cefalo                  | Lotregan                   | Residente; allevato                               |          |
| Liza ramada                 | Botolo                  | Caostelo                   | Residente; allevato                               |          |
| Liza saliens                | Cefalo                  | Verzelata                  | Residente; allevato                               |          |
| Mugil cephalus              | Cefalo                  | Volpina                    | Residente; allevato                               |          |
| Mullus barbatus             | Triglia di fango        | Barbon de porto            | Migratore marino occasionale                      |          |
| Mullus surmuletus           | Triglia di scoglio      | Trioleta de semina, Barbon | Migratore marino occasionale                      |          |
| Mustelus mustelus           | Palombo                 | Cagnoleto                  | Migratore marino occasionale                      |          |
| Nerophis ophidion           | Pesce ago sottile       |                            | Residente                                         |          |
| Pagellus erythrinus         | Pagello                 | Alboro                     | Migratore marino occasionale                      |          |
| Ninnigobius canestrinii     | Ghiozzetto cenerino     | Marsion                    |                                                   |          |
| Pomatoschistus marmoratus   | Ghiozzetto marmorizzato | Marsion                    | Residente                                         |          |
| Platichthys flesus          | Passera                 | Passarin                   | Migratori marini stagionali                       |          |
| Raja asterias               | Razza stellata          | Rasa violina, Baracola     | Migratore marino occasionale                      |          |
| Rutilus pigus               | Pigo                    |                            | Visitatore dulcacquicolo occasionale              |          |
| Salaria pavo                | Bavosa                  | Gatta                      | Residente                                         |          |
| Sardina pilchardus          | Sardina                 | Sardela                    | Migratore marino giovanile                        |          |
| Sciaena umbra               | Corvina                 | Corbo de sasso             | Residente                                         |          |
| Scorpaena scrofa            | Scorfano rosso          | Scorpena rossa             | Migratore marino occasionale                      |          |
| Scophthalmus rhombus        | Rombo liscio            | Soazo                      | Migratore marino giovanile e occasionale (adulti) |          |
| Scomber scombrus            | Sgombro                 | Ganzariol                  | Migratore marino occasionale                      |          |
| Solea vulgaris              | Sogliola                | Sfogio                     | Migratore marino occasionale                      |          |
| Sparus aurata               | Orata                   | Orada                      | Residente, migratore marino giovanile, allevata   |          |
| Sprattus sprattus           | Spratto                 | Papalina                   | Residente                                         |          |
| Syngnathus abaster          | Pesce ago di rio        | Anguisigola                | Residente                                         |          |
| Syngnathus typhle           | Pesce cavallino         | Bisigola salvadega         | Residente                                         |          |
| Umbrina cirrosa             | Ombrina                 | Corbo                      | Migratore marino occasionale                      |          |
| Zosterisessor ophiocephalus | Ghiozzo                 | Gò                         | Residente                                         |          |